# Fröstorps naturreservat
Fröstorp är ett naturreservat i Mortorps och Ljungby socknar i Kalmar kommun i Småland (Kalmar län).
Området är till största delen bevuxet med tall som dominerande trädslag, även om andra barrträd förekommer. Strandhaket bildades då havsytan låg i höjd med reservatet, under Baltiska issjöns avsänkning. Vågorna formade under många hundra år då strandlinjen.